# Mírová
Mírová (německy Münchhof) je obec v okrese Karlovy Vary v Karlovarském kraji. Žije zde 355 obyvatel.

## Název
Německý název byl Münchhof a také Mönichhof. V letech 1921–1930 se vedle německého názvu užíval také český název Mnichov. Po připojení Sudet k nacistickému Německu byl pro obec stanoven jen německý úřední název Münchhof. Český název obce Mnichov se stal po druhé světové válce předmětem diskusí. Na základě vůle obyvatel žádal Místní národní výbor o odstranění jména, které připomínalo smutné dějinné události. Místopisná komise změnu odmítla a potom Místní národní výbor a také Okresní národní výbor navrhovaly název Větrná. Po delší době a korespondenci byl vybrán název Mírová. Dne 9. května 1955 dostala obec název Mírová.

## Historie
Historické počátky obce Mírová souvisejí se začleňování území pod svrchovanost českého panovníka. Po připojení zdejší oblasti k českému přemyslovskému státu bylo území spravovano z hradiště Sedlec. Od konce 12. století se na kolonizaci území začala podílet německá ministerialita. K významným kolonizátorům patřil Valdsaský klášter. Pozemkové vlastnictví okolí kláštera v Chodově, kam patřilo i území Mírové, spadá před rok 1185, avšak potvrzeno papežem Luciem III. bylo až v roce 1185. Velký rozkvět vlastnictví valdsaských mnichů spadá do 13. století. Mírová je však dokládána v historických pramenech později, ale její prvopočátky jistě patří do období rozkvětu klášterního hospodaření na statku Chodov. Složitou hospodářskou situaci řešil klášter Valdasy nejprve zástavou a posléze prodejem svého vlastnictví Chodova a okolních vsí. První písemná zmínka o obci však pochází až z roku 1437, k němuž se vztahuje informace „den hoff Munchhoff bey Cadaw“ z doby, kdy místní tvrz vlastnila již česká šlechta Loketska. V loketském šlikovském urbáři z let 1523 až 1525 je Mírová vedena mezi celkem 45 obcemi.
Od Šliků koupil Mírovou Kryštof Hoffmann a roku 1568 ji předal dědici Adamu Hoffmannovi. Ten ji prodal v roce 1599 Johannu Florianu Lochnerovi z Palic. Jednomu z jeho potomků Volfovi Kryštofovi Lochnerovi byla ves roku 1631 zkonfiskována. V roce 1678 koupilo obec město Loket. V roce 1850 došlo k úpravě státní politické a soudní správy a obec byly začleněna do soudního okresu Loket, který byl zprvu součástí politického okresu Karlovy Vary a později v letech 1855–1868 byl sám rovněž okresem politickým a až potom do roku 1913 součástí politického okresu Sokolov.

### Hornictví a průmysl
Od konce 18. století začala ovlivňovat obec těžba a zpracování nerostných surovin. Ještě dříve, než se začalo v obci dobývat hnědé uhlí jako palivo, dobývaly se zde v nadloží uhelné sloje Josef kyzové lupky s pyritem a markazitem. Dobývání se provádělo v povrchových lomech. V letech 1785–1787 byl založen minerální závod Svatého Antonína Paduánského (Anton de Padua), kde se z těchto  železnatých kyzů vyráběl kamenec. Získávala se rovněž síra pro výrobu kyseliny sírové a zelená skalice. Významný rozvoj však nastal až roku 1838, kdy závod a dolové míry koupil Johann David Starck. Provoz minerálního závodu byl ukončen roku 1869, protože povrchové partie již byly vytěženy. V roce 1848 založil syn Johanna Davida Starcka Johann Anton Starck důl Norberti. Po uvedení do provozu Buštěhradské železniční dráhy nastal prudký nástup těžby uhlí. Později, v roce 1882, byla zprovozněna lokální trať z Chodova do Nejdku, se stanicí v Mírové. V roce 1864 bylo na dole Antonína Paduánského instalováno nové odvodňovací zařízení, čerpadlo poháněné parním strojem. Roku 1872 byla zaražena 47 metrů hluboká těžní jáma a 49,5 metrů hluboká čerpací a větrná jáma. Roční těžba dosahovala okolo 20 tisíc tun uhlí. Nový důl byl založen na dolových mírách Vincenci a s dolem Antonína Paduánského propojen 750 metrů dlouhou koňskou dráhou. Tyto doly spolu se starším dolem Norberti vytěžily v roce 1874 celkem 50 tisíc tun a od roku 1885 100 tisíc tun uhlí. Po vyuhlení byl v roce 1890 důl Antonína Paduánského uzavřen, v roce 1901 ze stejného důvodu uzavřen důl Vincenci.
Roku 1890 byla v Mírové založená malá porcelánka firmy I. S. Maier zaměřená na výrobu levného porcelánu (hrnky, umyvadla, džbány ap.). Uzavřena byla po první světové válce.

## Přírodní poměry
Obec leží v geomorfologickém celku Sokolovská pánev v mírném údolí na toku Chodovského potoka. Přímo pod obcí a v okolí se nacházejí ložiska hnědého uhlí a kaolinu, v severní části se těží kaolin v lomu Mírová. Zástavbu obklopují lesy, které přechází v pole a zemědělské plochy.

## Obyvatelstvo
V obci silně převažovalo obyvatelstvo německé národnosti. Ze sčítání lidu z 1. prosince 1930 vyplývá, že v obci žilo 945 Němců, 20 Čechoslováků a 24 cizozemců.
Po druhé světové válce došlo k odsunu německého obyvatelstva. Do odsunu nešli odborníci, nepostradatelní pro chod dolů a proto zde zůstala část obyvatel německé národnosti.
| Rok            | 1869 | 1880 | 1890 | 1900 | 1910 | 1921 | 1930 | 1950 | 1961 | 1970 | 1980 | 1991 | 2001 | 2011 | 2021 |
| -------------- | ---- | ---- | ---- | ---- | ---- | ---- | ---- | ---- | ---- | ---- | ---- | ---- | ---- | ---- | ---- |
| Počet obyvatel | 409  | 527  | 681  | 790  | 721  | 741  | 989  | 445  | 344  | 313  | 239  | 213  | 224  | 311  | 321  |
| Počet domů     | 55   | 71   | 78   | 78   | 77   | 73   | 102  | 128  | 80   | 78   | 76   | 80   | 84   | 108  | 118  |

## Obecní správa
Mezi lety 1869–1975 byla Mírová obcí v okrese Loket (v letech 1869–1910 Falknov) (1869–1930), poté v okrese Karlovy Vary-okolí (1950) a později opět v okrese Karlovy Vary. Od 1. ledna 1976 do 23. listopadu 1990 patřila jako část statutárního města ke Karlovým Varům a od 24. listopadu 1990 je opět samostatnou obcí.

### Obecní symboly
Znak a vlajka byly obci uděleny rozhodnutím předsedy Poslanecké sněmovny Parlamentu České republiky dne 15. dubna 2010.

## Doprava

### Silnice
Obec protíná silnice II/222 spojující Karlovy Vary a Chodov.

### Železnice
Kolem obce vede Železniční trať Chodov – Nová Role a je zde jedna zastávka.

## Pamětihodnosti
- Kaple – z druhé poloviny 19. století, pseudogotická, výrazný  portál ve tvaru tzv. oslího hřbetu

## Osobnosti
V Mírové se narodil Rudolf Müller (1864–1955), rakouský sociálně demokratický politik, na počátku 20. století poslanec Říšské rady, v meziválečném období poslanec rakouské Národní rady, později člen Spolkové rady.